# حامل الشحنة
تُعرّف حاملات الشحنة في الفيزياء بأنها جسيمات حرة (غير مرتبطة) تحمل شحنة كهربائية، مثل الإلكترونات والبروتونات والأيونات.
في المحاليل الأيونية، تكون الكاتيونات والأنيونات المذابة هي حاملات الشحنة. أما في فيزياء أشباه الموصلات، فهناك نوعين من حاملات الشحنة: النوع الأول هو الإلكترونات ، أما النوع الثاني فهو الثغرة الإلكترونية التي يتركها الإلكترون الحر في نطاق التكافؤ ، وتعتبر شحنات موجبة وتتصرف تصرف جسيم مشحون موجب أو سالب أو متعادل وهذا يعتمد على قوة المجال المعتمده على القوه الكهربائيه